# Lažánky (Boêmia do Sul)
Lažánky é uma comuna checa localizada na região da Boêmia do Sul, distrito de Strakonice.